# Ризниченко, Галина Юрьевна
Гали́на Ю́рьевна Ризниче́нко (род. 7 декабря 1946, Москва) — советский и российский биофизик, специалист по математическому моделированию биологических процессов, доктор физико-математических наук (1990), профессор кафедры биофизики биологического факультета МГУ, заслуженный профессор МГУ (2014), председатель Межрегиональной общественной организации «Женщины в науке и образовании», главный редактор журнала «Компьютерные исследования и моделирование».

## Биография
Родилась 7 декабря 1946 года в Москве в семье геофизиков Ю. В. Ризниченко и И. П. Косминской. Сестра Оксана — геофизик.
В 1972 году окончила физический факультет МГУ и с этого же года стала работать на кафедре биофизики биологического факультета МГУ. В 1978 году защитила диссертацию на соискание ученой степени кандидата физико-математических наук по теме «Кинетические модели регуляции первичных электрон-транспортных процессов фотосинтеза». В 1990 году защитила докторскую диссертацию по теме «Исследование механизмов регуляции фотосинтетического электронного транспорта методами математического моделирования». С 2010 года является профессором кафедры биофизики МГУ.
Читает курс лекций «Математическое моделирование в биологии» для всех студентов биологического факультета МГУ, а также ряд спецкурсов для студентов-биофизиков.

## Научная деятельность
Основной областью научных интересов является математическое моделирование и проблемы системного анализа биологических процессов (в частности, изучение фотосинтеза с помощью математических моделей).
Является автором более 80 научных статей по моделированию субклеточных процессов и множества учебников и монографий (среди них «Математические модели первичных процессов фотосинтеза» (1991), «Математические модели в биофизике и экологии» (2003), «Лекции по математическим моделям в биологии» (2011), «Mathematical Biophysics» (2014) и др.). Под ее руководством защищено 12 кандидатских и 3 докторских диссертации.
Ежегодно является председателем конференции "Математика. Компьютер. Образование". Также является председателем и сопредседателем конференций "Математика. Информатика. Экология", "Нелинейный мир" и др. Является главным редактором журнала Компьютерные исследования и моделирование.
Галина Юрьевна — автор сценариев для серии учебных фильмов по биофизике (режиссёр В. М. Кобрин), вышедших в 1980-е гг.

## Общественная деятельность
Является председателем правления созданной в 1994 году группой женщин Межрегиональной общественной организации «Женщины в науке и образовании», основная деятельность которой заключается в организации научно-образовательных конференций и других мероприятий, связанных с наукой и культурой.

## Публикации

### Книги
- Кинетика биологических процессов (Рубин А.Б., Пытьева Н. Ф., Ризниченко Г. Ю.) — М.: Изд-во МГУ, 1977. — 330 с.;
- Кинетика биологических процессов (Рубин А.Б., Пытьева Н. Ф., Ризниченко Г. Ю.) — М.: Изд-во МГУ, 1987. — 304 с.;
- Математические модели первичных процессов фотосинтеза (Ризниченко Г. Ю.) — Итоги науки и техники. Серия Биофизика, т.31, 162 с. М., 1991;
- Математические модели биологических продукционных процессов (Ризниченко Г. Ю., Рубин А. Б.) — М., 1993. 301 c.;
- Лекции по математическим моделям в биологии (Ризниченко Г. Ю.) — М-Ижевск, Изд. РХД, 2002, 236 с.;
- Математические модели в биофизике и экологии (Ризниченко Г. Ю.) — Москва-Ижевск, ИКИ, 2003, 184 с.;
- Биофизическая динамика продукционных процессов (Ризниченко Г. Ю., Рубин А. Б.) — Москва-Ижевск, Изд. ИКИ, 2004, 464 с.;
- Математические модели в биологии (Фурсова П. В., Тёрлова Л. Д., Ризниченко Г. Ю.) — М.-Ижевск: НИЦ: «Регулярная и хаотическая динамика», 2008. 108 с.;
- Теория вероятностей и математическая статистика. Математические модели (Мятлев В. Д., Панченко Л. А., Ризниченко Г. Ю., Терёхин А. Т.) — М.: Академия, 2009;
- Лекции по математическим моделям в биологии (Ризниченко Г. Ю.) — Изд-во РХД, М-Ижевск, 2011 г. 560 стр. ISBN 978-5-93972-847-8;
- Mathematical Biophysics (Andrew Rubin, Galina Riznichenko) — Springer, 2014, XV, 273 p. 150 illus., 43 illus. in color. ISBN 978-1-4614-8701-2 (Print) 978-1-4614-8702-9 (Online). Series: Biological and Medical Physics, Biomedical Engineering;
- Математические модели в биологии (Плюснина Т. Ю., Фурсова П. В., Терлова Л. Д., Ризниченко Г. Ю.) — Изд. 2-e доп. Учебное пособие. М.-Ижевск: НИЦ: «Регулярная и хаотическая динамика», 2014. 136 с. ISBN 978-5-4344-0224-8.[8]

### Статьи
- Маслаков А.С., Антал Т.К., Ризниченко Г.Ю., Рубин А.Б. Моделирование первичных процессов фотосинтеза с помощью кинетического метода Монте-Карло// Биофизика. 2016. Т. 61. № 3. С. 464-477.
- Плюснина Т.Ю., Ризниченко Г.Ю., Рубин А.Б. Регуляция электрон-транспортных путей в клетках Chlamydomonas reinhardtii в условиях стресса // Физиология растений. 2013. Т. 60. № 4. С. 549.
- Коваленко И.Б., Князева О.С., Ризниченко Г.Ю., Рубин А.Б. Механизмы взаимодействия белков-переносчиков электрона в фотосинтетических мембранах цианобактерий// Доклады Академии наук. 2011. Т. 440. № 2. С. 272-274.
- Riznichenko G., Lebedeva G., Pogosyan S., Sivchenko M., Rubin A. Fluorescence induction curves registered from individual Microalgae cenobiums in the process of population growth // Photosynthesis Research. 1996. Т. 49. № 2. С. 151-157.